# Venus (película de 2022)
Venus es una película de terror española de 2022 dirigida por Jaume Balagueró, inspirada en el cuento de H. P. Lovecraft Los sueños en la casa de la bruja. Está protagonizada por Ester Expósito.

## Sinopsis
Lucía es una bailarina gogó que está huyendo con un alijo de drogas y es perseguida por los mafiosos a los que les pertenece. Por ello, se refugia en un bloque de apartamentos a las afueras de Madrid con su hermana Rocío y su sobrina Alba, solo para descubrir que fuerzas sobrenaturales malévolas se encuentran en el edificio.

## Reparto
- Ester Expósito como Lucía
- Ángela Cremonte como Rocío
- Inés Fernández como Alba
- Magüi Mira como Marga
- Fernando Valdivielso como Moro
- Federico Aguado como Salinas
- Francisco Boira como Calvo
- Aten Soria como Romina
- María José Sarrate como Rosita
- Sofía Reyes como Olivia
- Pedro Bachura como Arruza

## Producción
La película forma parte del sello 'The Fear Collection', una asociación de Pokeepsie Films y Sony Pictures en conjunto con Amazon Prime Video, basada en una serie de películas de distintos géneros del cine de terror. El proyecto fue anunciado en el Festival de Cine de Sitges de 2021 por su protagonista Ester Expósito, su director Jaume Balagueró y sus productores Álex de la Iglesia y Carolina Bang. El rodaje comenzó en noviembre de 2021 en Madrid, moviéndose posteriormente al distrito de Santa María de Benquerencia en Toledo y finalizando en febrero de 2022.